# Osiedle Tysiąclecia (Siedlce)

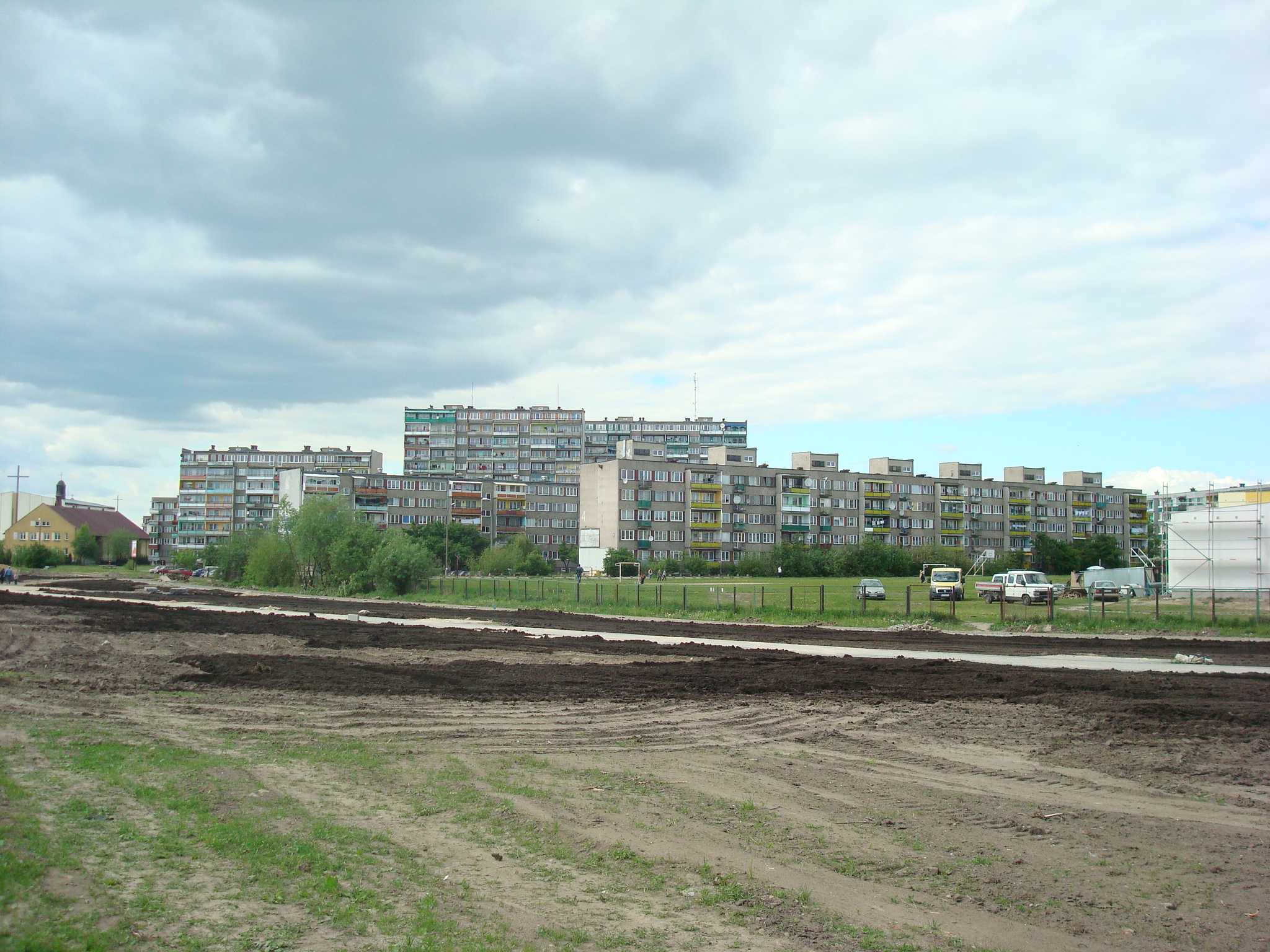
III etap, na pierwszym planie nowo powstający park przy ul. Wł. Jagiełły, po lewej kościół pw. św. Józefa, po prawej Zespół Szkół nr 1

Osiedle Tysiąclecia – największe osiedle mieszkaniowe w Siedlcach, leży w północno-zachodniej części miasta. Osiedle zajmuje obszar ok. 15 ha i w całości zabudowane jest blokami z wielkiej płyty (4 i 11 piętrowymi).

## Położenie
Osiedle znajduje się pomiędzy ulicami: 
- Mieszka I (od północy),
- Graniczną, Jana III Sobieskiego oraz 11 listopada(od wschodu),
- Władysława Jagiełły (od południa),
- Sokołowską (od zachodu).

Osiedle graniczy z:
- Północna Dzielnica Przemysłowa (od północy)
- dzielnicą Nowe Siedlce (od północnego wschodu),
- Os. Rynkowa i Os. Czerwonego Krzyża (od wschodu),
- Os. Żytnia (od zachodu)
- domami jednorodzinnymi (od południowego wschodu)

Osiedle przecinają dwie ulice: Rynkowa i Wł. Jagiełły, dzieląc w ten sposób je na III etapy:
- I etap (od ul. M. Asłanowicza do ul. Rynkowej)
- II etap (od ul. Rynkowej do ul. Wł. Jagiełły)
- III etapu (od ul. Wł. Jagiełły do ul. Mieszka I)

## Historia
Budowę osiedla rozpoczęto w 1970 na fali intensywnego rozwoju przemysłu i propagandy sukcesu okresu wczesnego Gierka. Budowę osiedla zakończono pod koniec lat 80. XX wieku. Obecnie (2008) powstał nowy blok przy ulicy Granicznej, który jest jednym z kilku planowanych do budowy przez Siedlecką Spółdzielnię Mieszkaniową (SSM).

## Ważniejsze obiekty
- Szkoła Podstawowa Nr 9 im. H. Sienkiewicza
- Miejskie Przedszkole nr 3 i nr 14 oraz Niepubliczne Przedszkole "Słoneczna Dolina"
- Miejski Żłobek
- Kościół pw. św. Józefa
- placówka Poczty Polskiej (ul. B. Chrobrego)
- korty tenisowe (przy ul. St. Batorego)
- pętla autobusowa komunikacji miejskiej
- Komenda Miejska Policji – Rewir Dzielnicowych III (ul. B. Chrobrego) - już nie istnieje. Przeniesiono do Komendy Miejskiej Policji w Siedlcach.